# 만주족의 성씨
만주족의 성씨(만주어: ᡥᠠᠯᠠ Hala)에는 다음과 같은 성씨들이 있다.

## ㄱ
- 구왈기야 할라  (한국 한자: 瓜爾佳氏 과이가씨)
- 기 할아 	(한국 한자: 姬氏 희씨)
- 기 할아 	(한국 한자: 季氏 계씨)
- 기 할아 	(한국 한자: 紀氏 기씨)
- 기갸 할아 	(한국 한자: 紀佳氏 기가씨)
- 기랑이와르카 할아   (한국 한자: 吉郞吉瓦爾喀氏 길랑와이객씨)
- 기르기 할아 	      (한국 한자: 吉爾吉氏 길이길씨)
- 기르비스 할아 	(한국 한자: 吉爾必斯氏 길이필사씨)
- 기루 할아 	(한국 한자: 吉噜氏 길로씨)
- 기리 할아 	(한국 한자: 濟禮氏 제례씨)
- 기리투 할아 	(한국 한자: 吉禮圖氏 길례도씨)
- 기부추 할아 	(한국 한자: 吉布褚氏 길포저씨)
- 기아갸 할아 	(한국 한자: 賈佳氏 가가씨)
- 기아오 할아 	(한국 한자: 焦氏 초씨)
- 기오르차 할라  (한국 한자: 覺爾察氏 각이찰씨)
- 갸 할아 	(한국 한자: 假氏 가씨)
- 갸 할아 	(한국 한자: 賈氏 가씨)
- 갸기리 할아 	(한국 한자: 佳吉哩氏 가길리씨)
- 갸갸 할아 	(한국 한자: 嘉佳氏 가가씨)
- 갸부탈아 할아 	(한국 한자: 嘉布塔喇氏 가포탑라씨)
- 갸잔 할아 	(한국 한자: 嘉瞻氏 가첨씨)
- 갸하마 할아 	(한국 한자: 嘉哈瑪氏 가합마씨)
- 갸무후 할아 	(한국 한자: 嘉穆呼氏 가목호씨)
- 갸무후 굘오 할아    (한국 한자: 嘉穆湖覺羅氏 가목호각라씨)
- 걍 할아	(한국 한자: 姜氏 강씨)
- 걍 할아 	(한국 한자: 江氏 강씨)
- 걍 할아 	(한국 한자: 蔣氏 장씨)
- 걍기 할아 	(한국 한자: 江吉氏 강길씨)
- 걍갸 할아 (한국 한자: 姜佳氏 강가씨)
- 걍갸 할아 (한국 한자: 蔣佳氏 장가씨)
- 교갸 할아 	(한국 한자: 覺佳氏 각가씨)
- 교찬 할아 	(한국 한자: 覺禪氏 각선씨)
- 교르찬 할아 	(한국 한자: 覺羅禪氏 각라선씨)
- 기트 할아 	(한국 한자: 濟特氏 제특씨)
- 긴 할아 	(한국 한자: 晋氏 진씨)
- 긴 할아 	(한국 한자: 金氏 김씨)
- 긴 할아 	(한국 한자: 靳氏 근씨)
- 긴미트 할아 	(한국 한자: 金米特氏 김미특씨)
- 길아라 할아 	(한국 한자: 濟拉喇氏 제랍라씨)
- 길아미네마트 할아     (한국 한자: 濟喇敏鄂瑪特氏 제라민약마특씨)
- 길아트 할아 	(한국 한자: 吉喇特氏 길라특씨)
- 길우트 할아 	(한국 한자: 濟魯特氏 제로특씨)
- 깅 할아 	(한국 한자: 井氏 정씨)
- 깅어리 할아 	(한국 한자: 精格哩氏 정격리씨)
- 깅기 할아 	(한국 한자: 精吉氏 정길씨)
- 깅기기 할아 	(한국 한자: 精吉集氏 정길집씨)
- 깅갸 할아 	(한국 한자: 景佳氏 경가씨)
- 긴갸 할아 	(한국 한자: 金佳氏 김가씨)
- 깅치리 할아 	(한국 한자: 精奇哩氏 정기리씨)

## ㄴ
- 니오후루 할라  (한국 한자: 鈕祜祿氏 뉴호록씨)

## ㄷ
- 동고 할라	(한국 한자: 董鄂氏 동악씨)

## ㄹ
- 라오 할아 	(한국 한자: 勞氏 로씨)
- 라오구오 할아 	(한국 한자: 老溝氏 로구씨)
- 루 할아 	(한국 한자: 魯氏 로씨)
- 루부리 할아 	(한국 한자: 魯布哩氏 로포리씨)
- 루예러 할아 	(한국 한자: 祿葉哷氏 록엽렬씨)

## ㅂ
- 바 할아 	(한국 한자: 把氏 파씨)
- 바기리 할야 	(한국 한자: 巴濟哩氏 파제리씨)
- 바이 할아 	(한국 한자: 柏氏 백씨)
- 바이 할아 	(한국 한자: 白氏 백씨)
- 바이차 할아 	(한국 한자: 拜察氏 배찰씨)
- 바이찬 할아 	(한국 한자: 拜禪氏 배선씨)
- 바이다르 할아 	(한국 한자: 拜達爾氏 배달이씨)
- 바이두 할아 	(한국 한자: 拜都氏 배도씨)
- 바이거 할아 (한국 한자: 拜格氏 배격씨)
- 바이갸 할아 	(한국 한자: 拜佳氏 배가씨)
- 바이갸라 할아 (한국 한자: 拜嘉拉氏 배가랍씨)
- 바이진 할아 	(한국 한자: 拜津氏 배진씨)
- 박상 할아 	(한국 한자: 巴克桑氏 파극상씨)
- 바르다 할아 	(한국 한자: 巴爾達氏 파이달씨)
- 바리 할아 	(한국 한자: 巴哩氏 파리씨)
- 바린 할아 	(한국 한자: 巴林氏 파림씨)
- 바르라 할아 	(한국 한자: 巴爾拉氏 파이랍씨)
- 바루트 할아 	(한국 한자: 巴魯特氏 파로특씨)
- 바순 할아 	(한국 한자: 巴遜氏 파손씨)
- 바약 할아 	(한국 한자: 巴雅克氏 파안극씨)
- 바얀 할아 	(한국 한자: 巴顔氏 파안씨)
- 바얀투 할이 	(한국 한자: 巴顔圖氏 파안도씨)
- 바야라 할아 	(한국 한자: 巴雅拉氏 파아랍씨)
- 바야르키 할아 	(한국 한자: 巴雅爾齊氏 파아이제씨)
- 바윈거리 할라 (한국 한자: 拜英格哩氏 배영격리씨)
- 바요트 할아 	(한국 한자: 巴岳特氏 파악특씨)
- 바요투 할라 	(한국 한자: 巴岳圖氏 파악도씨)
- 버이수 할아 	(한국 한자: 伯蘇氏 백소씨)
- 버이수트 할라 	(한국 한자: 伯蘇特氏 백소특씨)
- 벅투 할아(한국 한자: 伯克圖氏 백극도씨)
- 비안 할아 	(한국 한자: 邊氏 변씨)
- 뱡갸 할아 	(한국 한자: 邊佳氏 변가씨)
- 뱌오트 할아 	(한국 한자: 表特氏 표특씨)
- 비라 할아 	(한국 한자: 必喇氏 필라씨)
- 비루 할아 	(한국 한자: 弼噜氏 필로씨)
- 비루러 할아	(한국 한자: 必魯哷氏 필로렬씨)
- 비르야 할아 	(한국 한자: 弼爾雅氏 필이아씨)
- 보디시 할아 	(한국 한자: 博第斯氏 박제사씨)
- 보두오트 할아 	(한국 한자: 博多特氏 박다특씨)
- 보두리 할아 	(한국 한자: 博都哩氏 박도리씨)
- 보굴오트 할아 	(한국 한자: 博古羅特氏 박고라특씨)
- 보헐오크 할아 	(한국 한자: 博和羅克氏 박화라극씨)
- 보히터 할아 	(한국 한자: 博希特氏 박희특씨)
- 보홀오 할아 	(한국 한자: 博和羅氏 박화라씨)
- 보호리 할아 	(한국 한자: 博和哩氏 박화리씨)
- 볼조크 할아 	(한국 한자: 博勒卓克氏 박륵탁극씨)
- 볼오 할아 	(한국 한자: 博囉氏 박라씨)
- 볼오트 할아 	(한국 한자: 博羅特氏 박라특씨)
- 부기 할아 	(한국 한자: 寶濟氏 보제씨)
- 부갸 할아 	(한국 한자: 保佳氏 보가씨)
- 부리기트 할아 	(한국 한자: 寶里吉特氏 보리길특씨)
- 보르기 할아 	(한국 한자: 博爾濟氏 박이제씨)
- 보르기긴 할아 	(한국 한자: 博爾吉津氏 박이길진씨)
- 보르기크 할아 	(한국 한자: 博爾濟克氏 박이제극씨)
- 보르기시 할아 	(한국 한자: 博爾濟斯氏 박이제사씨)
- 보르군 할아 	(한국 한자: 博爾袞氏 박이곤씨)
- 보르히기스 할아 	(한국 한자: 博爾奇濟斯氏 박이기제사씨)
- 보르홀오 할아 	(한국 한자: 博爾和羅氏 박이화라씨)
- 보르지긴 할아 	(한국 한자: 博爾津氏 박이진씨)
- 보르지기트 할아 	(한국 한자: 博爾濟吉特氏 박이제길특씨)
- 보르크 할아 	(한국 한자: 博爾克氏 박이극씨)
- 보르키트 할아 	(한국 한자: 博爾齊特氏 박이제특씨)
- 보르수트 할아 	(한국 한자: 博爾蘇特氏 박이소특씨)
- 보수 할아 	(한국 한자: 博碩氏 박석씨)
- 부다라 할아 	(한국 한자: 布達喇氏 포달라씨)
- 부기르건 할아 	(한국 한자: 布吉爾根氏 포길이근씨)
- 부굴우트 할아 	(한국 한자: 布古魯特氏 포고로특씨)
- 부쿠르 할아 	(한국 한자: 布庫爾氏 포고이씨)
- 불아무 할아 	(한국 한자: 布喇穆氏 포라목씨)
- 불차 할아 	(한국 한자: 布爾察氏 포이찰씨)
- 불두르번 할아 (한국 한자: 布楞都爾本氏 포릉도이본씨)
- 불하치 할아 	(한국 한자: 布勒哈齊氏 포륵합제씨)
- 불니 할아 	(한국 한자: 布爾尼氏 포이니씨)
- 불투 할아 	(한국 한자: 布爾圖氏 포이도씨)
- 부니 할아 	(한국 한자: 布尼氏 포니씨)
- 부르하치트 할아 (한국 한자: 布爾哈齊特氏 포이합제특씨)
- 부르쿠트 할아 	(한국 한자: 布魯特氏 포로특씨)
- 부사 할아 	(한국 한자: 布薩氏 포살씨)
- 부사이 할아 	(한국 한자: 布賽氏 포새씨)
- 부시 할아 	(한국 한자: 布希氏 포희씨)
- 부수크 할아 	(한국 한자: 布蘇克氏 포소극씨)
- 부야무치 할아 	(한국 한자: 布雅穆齊氏 포아목제씨)

## ㅅ
- 슈무루 할라  (한국 한자: 舒穆祿氏 서목록씨)

## ㅇ
- 아이신기오로 할라  (한국 한자: 愛新覺羅氏 애신각라씨)
- 아이요스 할아	       (한국 한자: 艾耀施氏 애요시씨)
- 아이후이 할아      (한국 한자: 애혼씨愛琿氏)
- 아크얀 할아      (한국 한자: 阿克占氏 아극점씨)
- 아치거찰르 할아     (한국 한자: 阿其格査依爾氏 아기격사의이씨)
- 아하 교로 할아     (한국 한자: 阿哈覺羅氏 아합각라씨)
- 안강 할이 	       (한국 한자: 昻剛氏 앙강씨)
- 알아 할아 	       (한국 한자: 阿喇氏 아라씨)
- 알아르 할아 	       (한국 한자: 阿拉爾氏 아랍이씨)
- 알아이 할아 	       (한국 한자: 阿賚氏 아뢰씨)
- 알바키 할아 	       (한국 한자: 阿勒巴齊氏 아륵파제씨)
- 여허나라 할라  (한국 한자: 葉赫那拉氏 엽혁나랍씨)
- 울라나라 할라  (한국 한자: 烏拉那拉氏 오랍나랍씨)
- 이이위 할아 	       (한국 한자: 愛義氏 애의씨)

## ㅌ
- 퉁기야 할라  (한국 한자: 佟佳氏 동가씨)

## ㅍ
- 판 할아 	(한국 한자: 潘氏 반씨)
- 팡 할아 	(한국 한자: 龐氏 방씨)
- 팡갸 할아 	(한국 한자: 龐佳氏 방가씨)
- 퍼이 할라 	(한국 한자: 裴氏 배씨)
- 퍼이갸 할아 	(한국 한자: 培佳氏 배가씨)
- 펑 할아 	(한국 한자: 彭氏 팽씨)
- 퍄오 할아 	(한국 한자: 朴氏 박씨)
- 퍄오갸 할아 	(한국 한자: 飄佳氏 표가씨)
- 포 할아 	(한국 한자: 坡氏 파씨)
- 포갸 할아 	(한국 한자: 頗佳氏 파가씨)
- 푸갸 할아 	(한국 한자: 普佳氏 보가씨)

## ㅎ
- 하다나라 할라  (한국 한자: 哈達那拉氏 합달나랍씨)
- 허갸 할아 	 (한국 한자: 赫佳氏 혁가씨)
- 허셔리 할라 (한국 한자: 赫舍里氏 혁사리씨)
- 히타라 할라 (한국 한자: 喜塔臘氏 희탑랍씨)
- 힝갸 할아 	 (한국 한자: 性佳氏 성가씨)

## 참고 자료
- 《청조통지(淸朝通志)》〈씨족략(氏族略)〉 만주팔기성(滿洲八旗姓)
- 《흑룡강지고(黑龍江志稿)》〈씨족지(氏族志)〉
- 《팔기통지(八旗通志)》〈열녀전(烈女傳)〉

## 추가 자료
- Shirokogorov, Sergei Mikhailovich (1924). Social organization of the Manchus. A study of the Manchu clan organization. Shanghai: Royal Asiatic society. North China branch.에서 1915년경 존재한 씨족들 일부의 간략한 정보를 찾을 수 있다.